# Antoine Perset
Antoine Perset est un producteur, acteur et réalisateur français.

## Filmographie sélective

### Producteur
- 2012 : Les fauves, téléfilm  de José Pinheiro
- 2012 : Nos chers voisins (série télévisée)
- 2011 : Une Femme Nommée Marie (Aux sanctuaires de Lourdes), spectacle de Robert Hossein  (coproducteur)
- 2010 : Demain je me marie, téléfilm  de Vincent Giovanni
- 2009 : Père et maire (série télévisée)  - 2 épisodes :  – La reconquête  et – La passion de Marie-France
- 2008 : Hold-up à l'italienne, téléfilm  de Claude-Michel Rome
- 2008 : Père et maire (série télévisée) - 1 épisode :  Miracle à Ville-Grand !
- 2007 : L'Hôpital (série télévisée) (délégué producteur - 6 épisodes)
- 2007 : Père et maire (série télévisée) - 2 épisodes :  – Mariage à trois et – Nicolas
- 2006 : Alex Santana, négociateur (série télévisée) épisode :  La cible
- 2005 : À la poursuite de l'amour, téléfilm de Laurence Katrian (délégué producteur)
- 1999 : Les Coquelicots sont revenus, téléfilm  de Richard Bohringer
- 1998 : Un cadeau, la vie !, téléfilm  de Jacob Berger
- 1997 : L'Enfant des Appalaches, téléfilm  de Jean-Philippe Duval  (coproducteur)
- 1997 : La Passe Montagne, téléfilm  de Jean-Marc Seban
- 1996 : Le propre de l'homme, téléfilm  de Marc Rivière

### Acteur
- 1984 : Paris vu par... vingt ans après (film à sketchs) : section 4  Rue du Bac  de Frédéric Mitterrand

### Réalisateur
- 1982: Les trois derniers hommes: documentaire
- 1992 : La Nuit de l'océan